# Graham’s

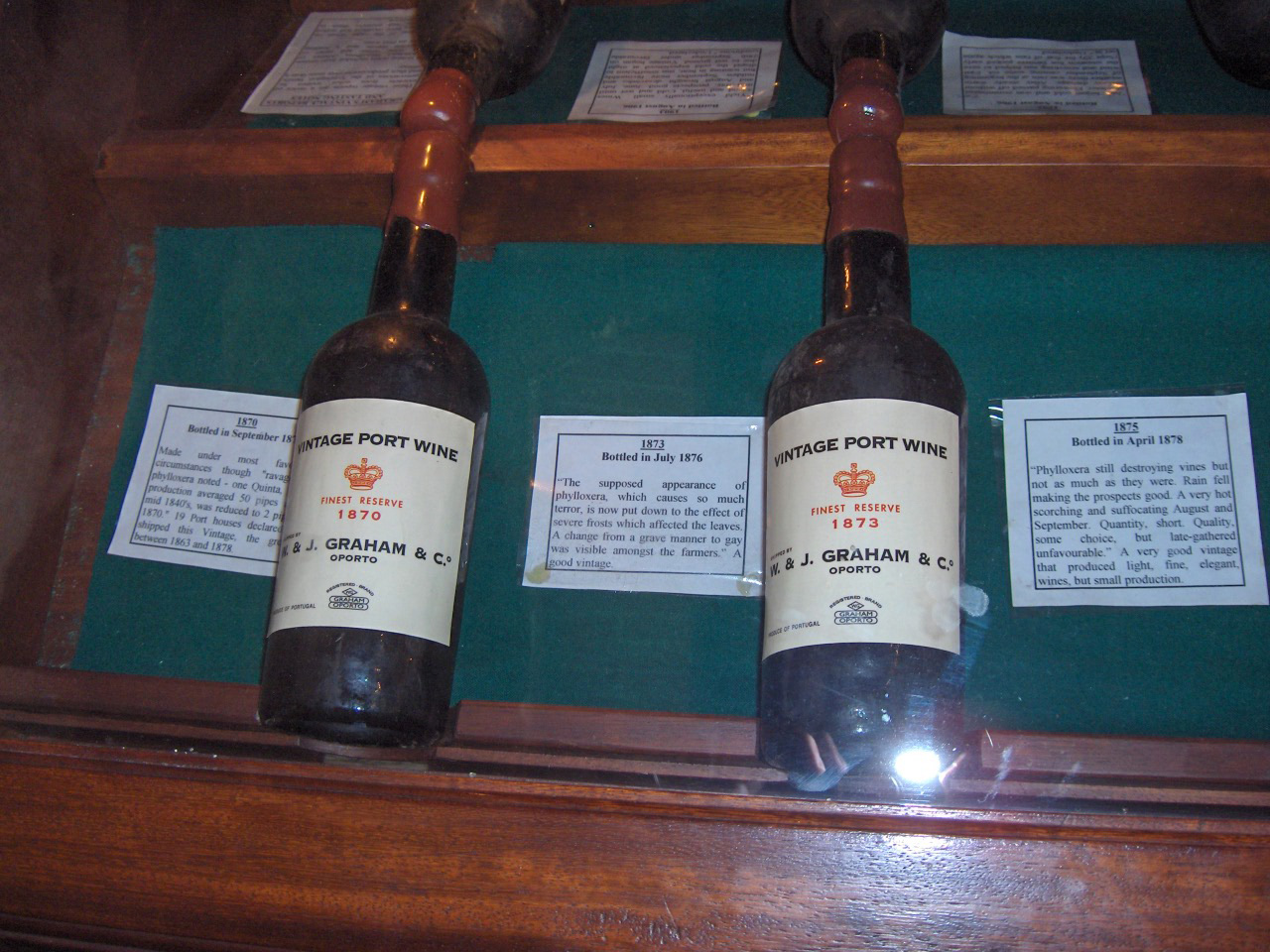
Zeer oude Graham Vintage Port.

Graham’s is de naam van een porthuis waarvan de lodge - het handelshuis en de wijnkelder - gevestigd is in Vila Nova de Gaia. 
Het heeft twee Schotse families in de oorsprong. De families Graham en Symington.
W. & J. Graham & Co is 100% eigendom van de Symingtongroep.

## De familie Graham
In 1820 is het portbedrijf in Porto opgericht door de broers William en John Graham. Vóór die tijd zaten zij in de textielhandel. 
Zij hadden al bepaalde zakelijke belangen in eigen land en India, maar wilden hun energie in de port-handel steken. In 1890 was deze familie de eerste die investeerde in wijngaarden bij de bovenloop van de Douro. Zie Classificatie port-wijngaarden.
Het bedrijf werd in 1970 verkocht aan de familie Symington.

## De familie Symington
De nog jonge Andrew James Symington verliet ook de textielhandel en kwam in 1882 naar Porto om daar met Beatrice Atkinson te trouwen. Beatrice is een afstammeling van John Atkinson die daar al sinds 1814 woonde. Hij en Beatrice’ oom waren toen al portproducenten. Aan de zijde van haar moeder stamt zij direct af van de 17e-eeuwse koopman Walter Maynard, die een Engels consul was in Porto in 1659. Maynard verscheepte in 1652 al 39 pipes (houten vaten) port. Met deze officiële vermelding in de stadsarchieven is het daarmee een van de oudste. Hiermee beslaat een periode van 350 jaar 13 generaties van de familie tot de huidige Symingtons in 2012.
Vijf individuele leden van de familie zijn zelf ook eigenaar en verantwoordelijke voor de wijngaarden die in hun privé bezit zijn. De druiven worden geleverd aan Graham’s. 
De familie Symington is overigens ook eigenaar en beheerder van meerdere port- wijn- en madeirahuizen.

## Het bedrijf en de wijn
Het bedrijf zegt dat de ligging van hun lodge in Vila Nova de Gaia - in de nabijheid van de Atlantische Oceaan - belangrijk is voor de langzame rijping van hun port. Hoewel het bedrijf allerlei typen port produceert gaat men vooral voor Vintage. De jaren 1945 en 1948 zouden hun grootsten hebben voortgebracht.
Altijd hebben zij hun druiven ingekocht van meerdere quintas (wijndruiven-boerderijen).

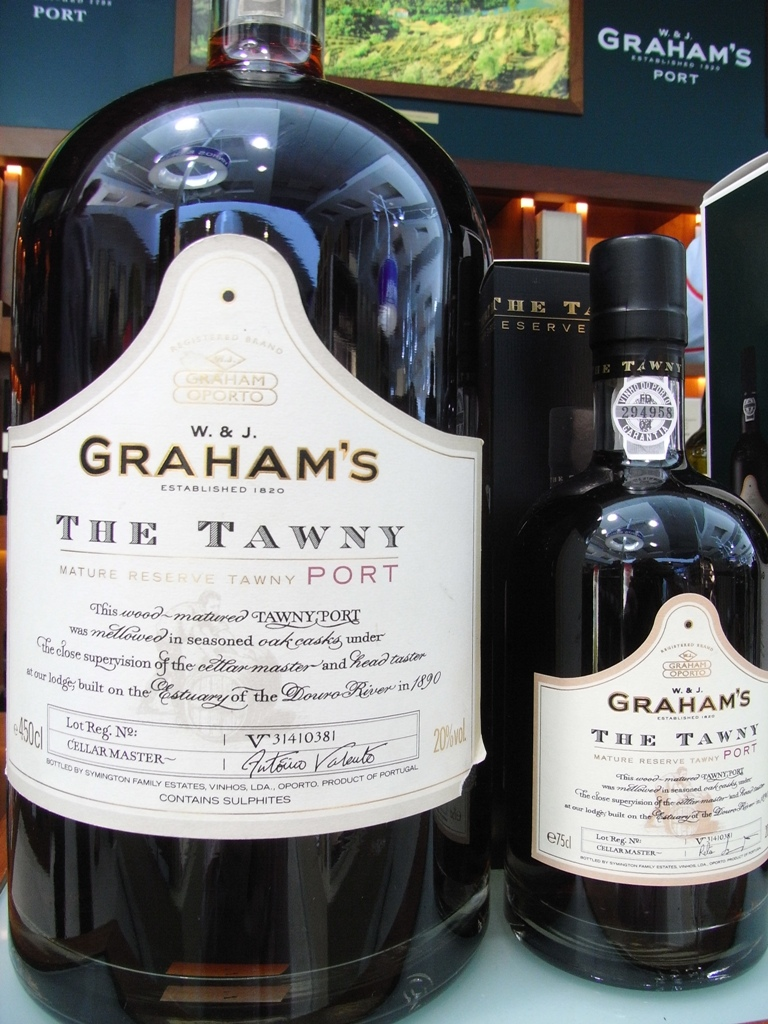
Naast een enkele fles “The Twawny” een zogenaamde Réhoboam, met 6x deze inhoud.

De typen port die het huis maakt zijn,
- Fine White
- Extra Dry White
- Fine Ruby
- Fine Tawny
- Reserve Tawny
- The Tawny - een Tawny “Reserve”. Wat langer op pipes (houten vaten) gerijpt dan de andere Tawny's.
- Aged Tawny's - 10, 20, 30 en 40 jaar oud
- Six Grapes - is een na 3 à 4 jaar rijping op pipes - dus jong gebottelde - “vintage-stijl” port die ook jong gedronken moet worden. De geschiedenis zou zijn dat de in 1970 aangekochte lodge een aantal pipes lagen met zes druiven-trosjes erop getekend, die zes verschillende druivenrassen verbeelden. Oorspronkelijk was het als Graham’s huismerk-port bedoeld.
- Crusted
- LBV - Late Bottled Vintage
- Vintage
- Malvedos Vintage - druiven afkomstig van het "Quinta dos Malvedos"
- Diamond Jubilee Port - is een Tawny (eigenlijk een colheita) uit 1952 gelimiteerde botteling ter gelegenheid van het 60e jubileumjaar van koningin Elizabeth II van het Verenigd Koninkrijk.

Verschillende typen hebben op verschillende wijnconcoursen al meerdere prijzen gewonnen. Zo heeft de Vintage 2007 van Robert Parker een wijnbeoordeling van 97 punten gehaald in het 100 puntensysteem en van Richard Mayson 19,5 in het 20 puntensysteem.